# Водуайе, Леон
Леон Водуайе (фр. Léon Vaudoyer; 7 июня 1803, Париж — 9 февраля 1872, там же) — французский архитектор периода историзма и эклектики, педагог и историк. Сын архитектора Антуана Водуайе.

## Биография
Ученик Школы изящных искусств (l'École des beaux-arts) в мастерской своего отца Антуана Водуайе в Париже. В 1826 году Водуайе Младший выиграл Римскую премию и уехал в конце года в Италию в качестве пенсионера с пребыванием с 1826 по 1832 год во Французской академии в Риме. Он также получил первый приз в 1838 году в конкурсе на строительство Авиньонской ратуши.
В 1828 году в сотрудничестве со скульптором Полем Лемуаном и Луи Депре по заказу Рене де Шатобриана создал памятник живописцу Никола Пуссену для базилики Сан-Лоренцо-ин-Лучина в Риме.
В 1833 году Водуайе открыл собственную студию для обучения студентов-архитекторов в Школе изящных искусств. В том же году он был назначен первым инспектором работ во Дворце Государственного совета и Счётной палаты (Рalais du Conseil d'État et de la Cour des comptes). Он участвовал в создании «Новой энциклопедии» Пьера Леру и Жана Рейно (1834—1836). В 1848 году работал в Комиссии искусств и религиозных построек (Commission des arts et édifices religieux).
В 1853 году он был назначен генеральным инспектором епархиальных зданий вместе с Леонсом Рейно и Эженом Виолле-ле-Дюком. В следующем году он стал епархиальным архитектором в Марселе.
В 1868 году Леон Водуайе был избран в Академию изящных искусств по кафедре архитектуры, заменив Луи-Ипполита Леба. В 1860 году он женился на Мэри Энн Балкли (матери от первого брака Уильяма Боуэнса ван дер Бойена), затем в 1869 году на Мари-Жозефине-Клеман Мира. Его сын — архитектор Альфред Водуайе, внук — писатель Жан-Луи Водуайе из Французской академии.
Леон Водуайе является автором собора Сент-Мари-Мажёр в Марселе (1852—1893) в оригинальном «романском стиле с элементами византийского». Возводил здание Ратуши Авиньона (1838). Совместно с Габриэлем-Огюстом Анселе перестраивал здания монастыря Сен-Мартен-де-Шам, занимаемых Национальной консерваторией искусств и ремёсел (Conservatoire national des arts et métiers) в Париже, создал новый фасад церкви (1845), с 1852 года был занят на строительстве Сорбонны.
Леон Водуайе удостоен звания офицера ордена Почётного легиона. В его честь названы улица в 7-м округе Парижа, а также проспект Водуайе во 2-м округе Марселя.

## Галерея

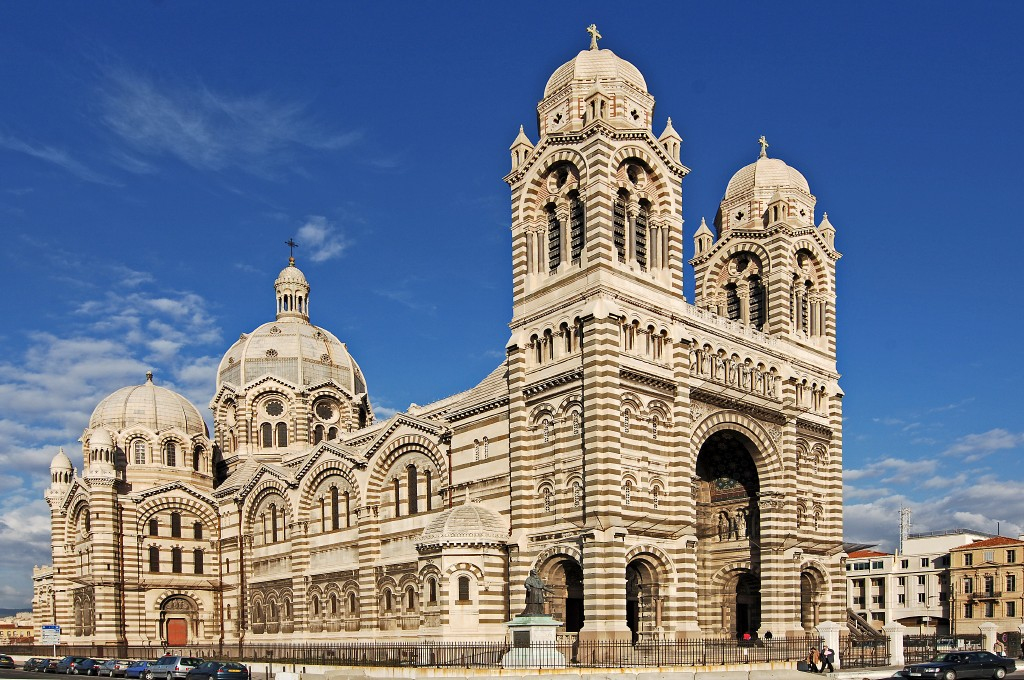
Кафедральный собор Сент-Мари-Мажёр в Марселе. 1852—1893
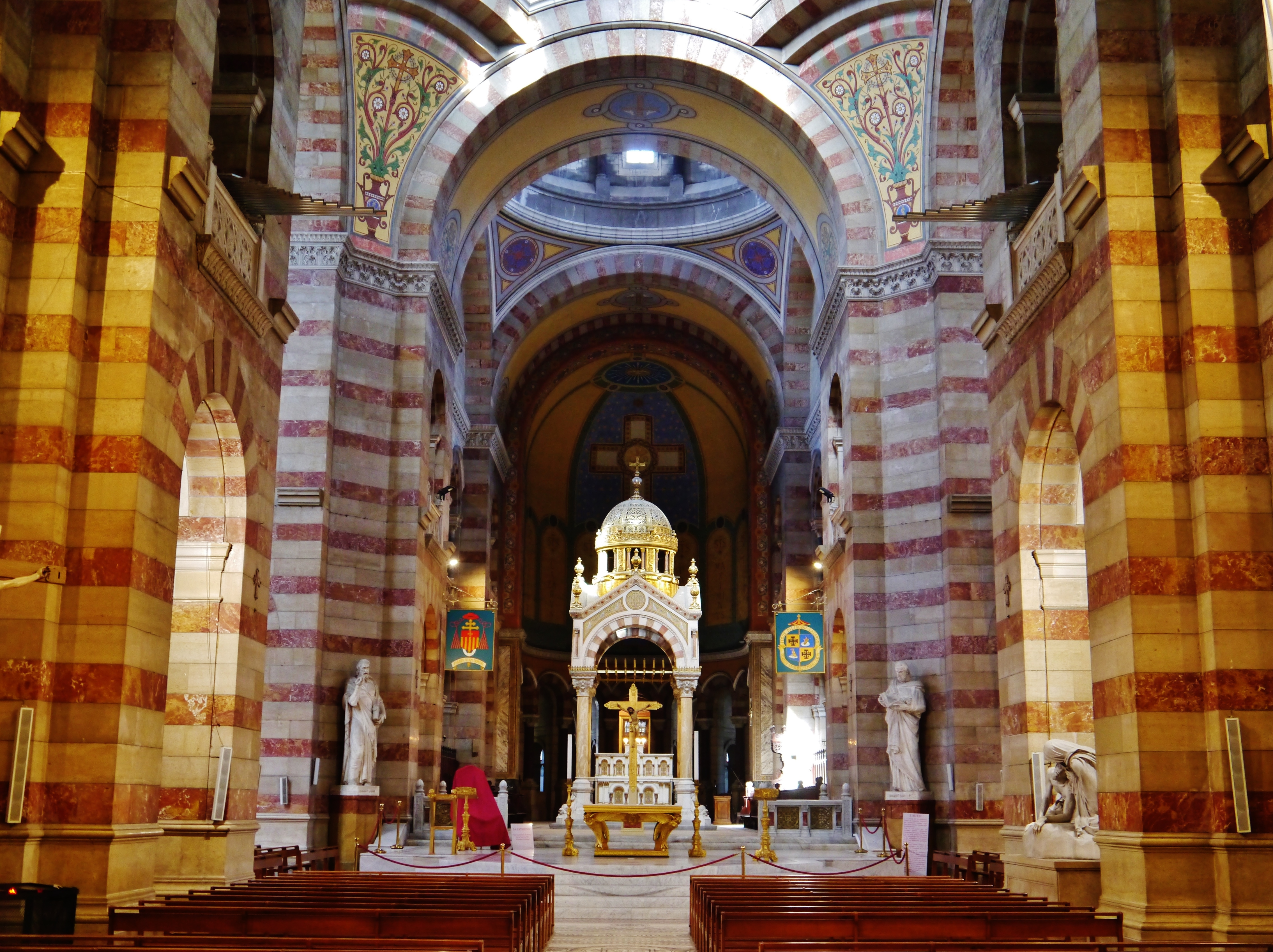
Интерьер собора
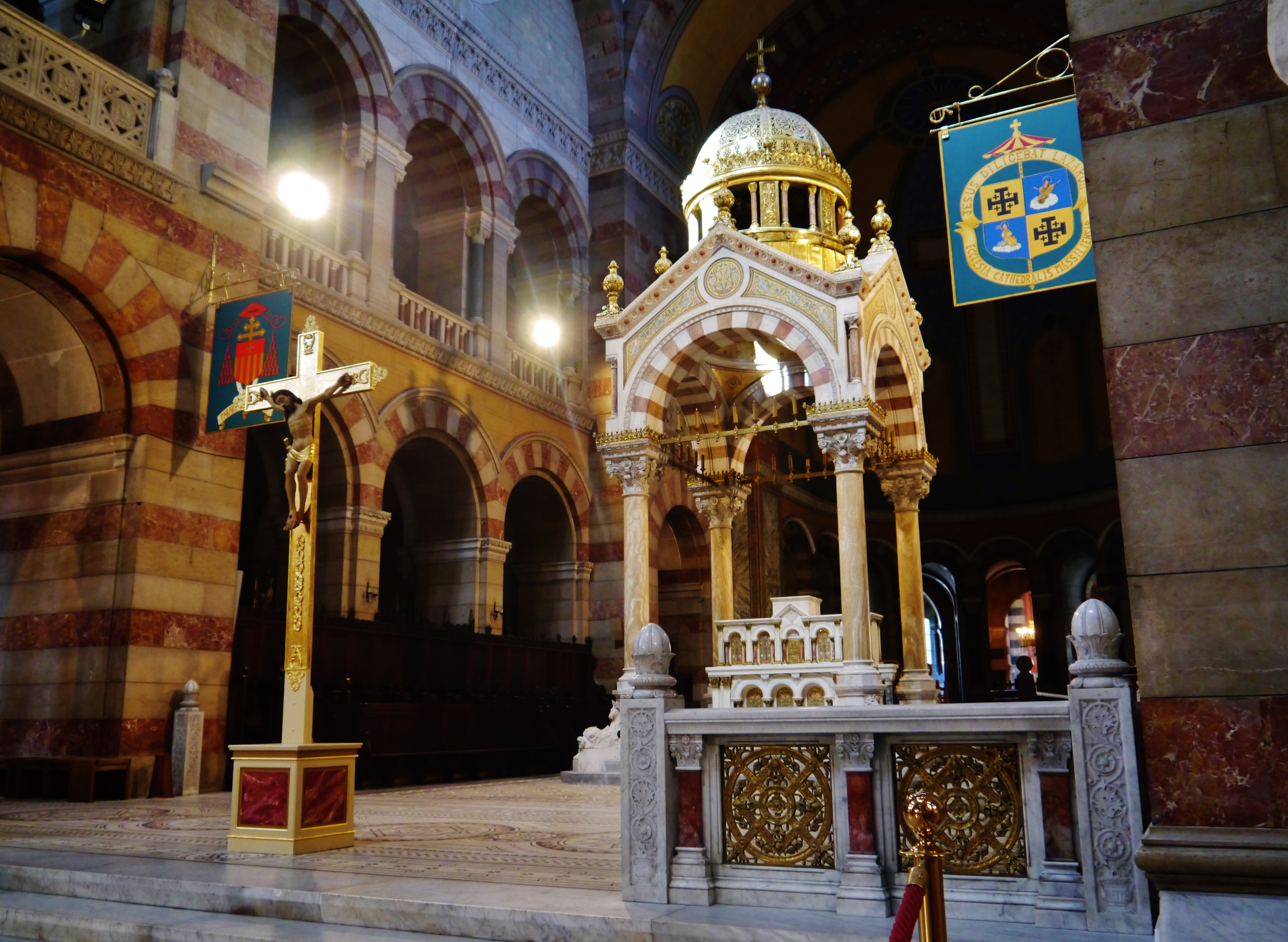
Сент-Мари-Мажёр. Киворий
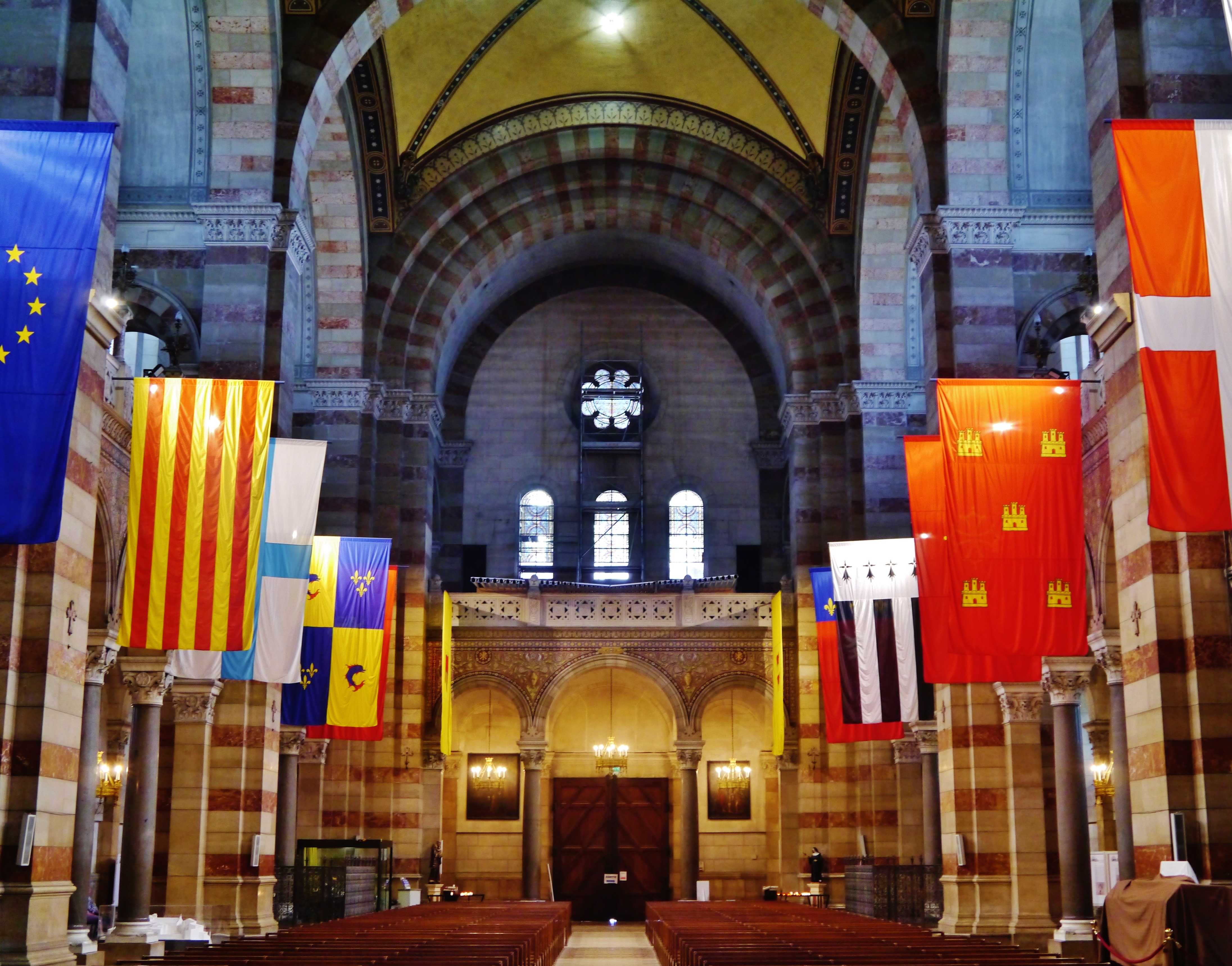
Контрфасад
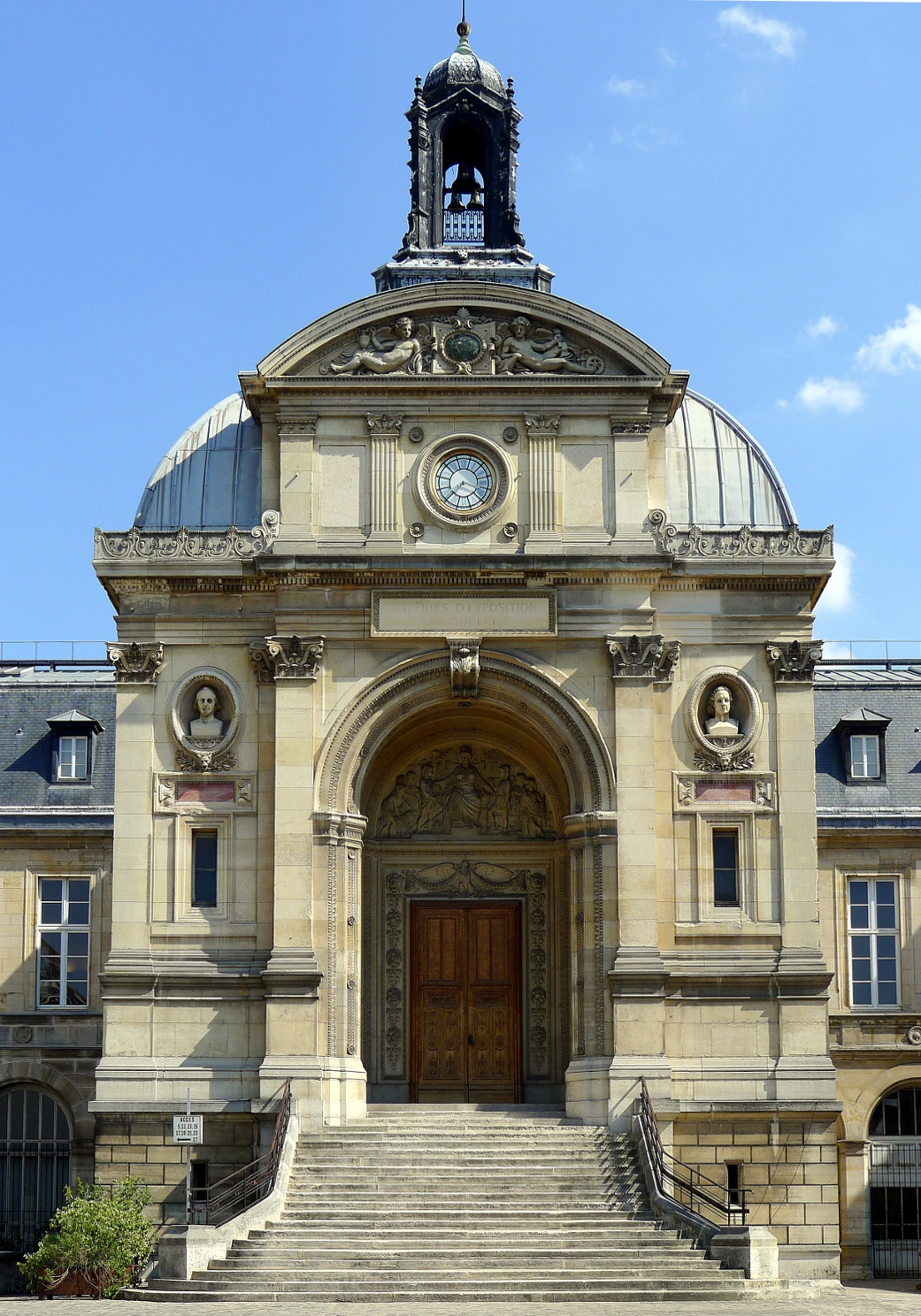
Национальная консерватория искусств и ремёсел. Фасад церкви. 1845. Париж
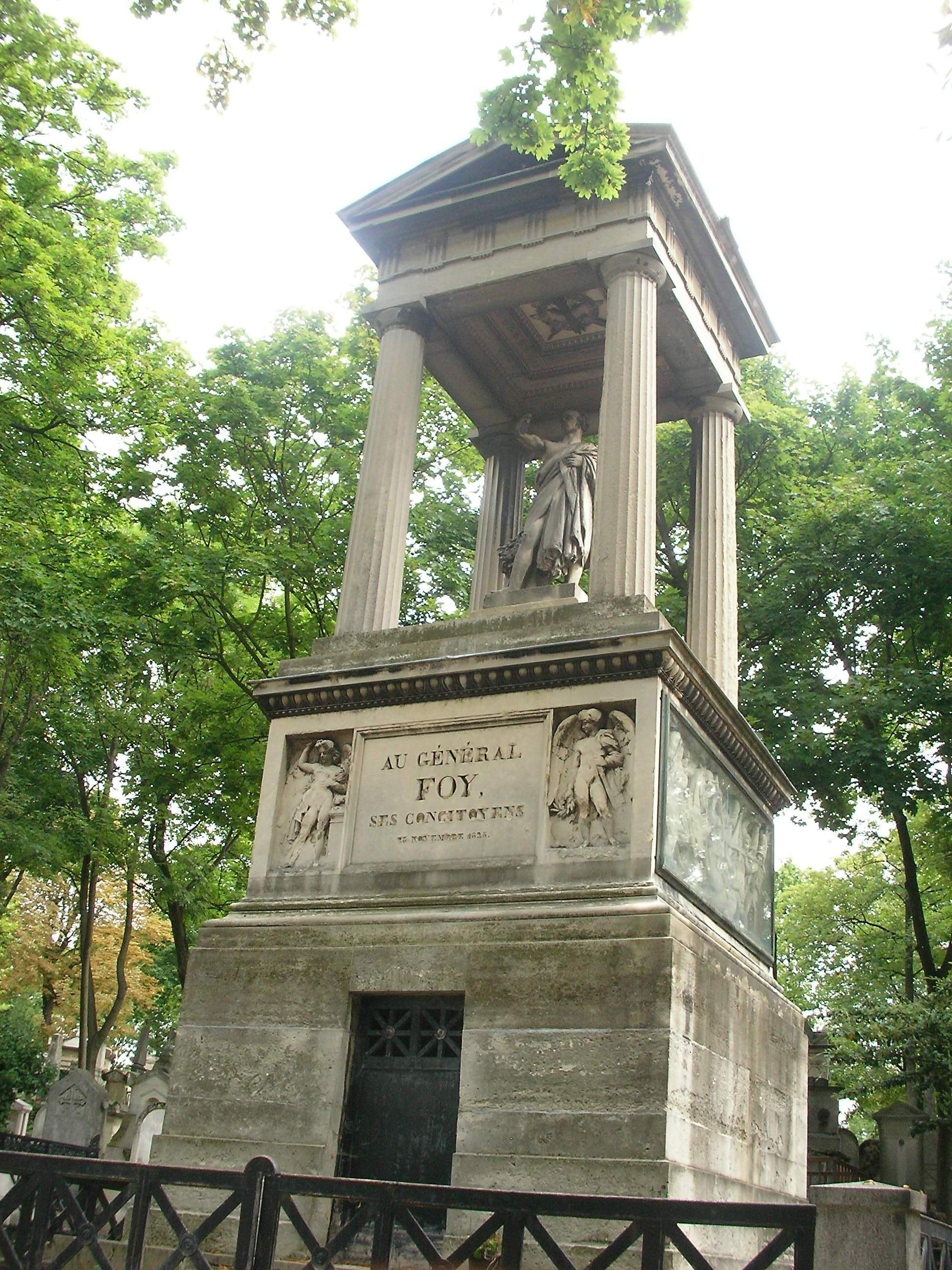
Надгробный монумент М. С. Фуа. Скульптор Давид д’Анже. 1831. Кладбище Пер-Лашез